# 姪のメイ
『姪のメイ』（めいのメイ）は、2023年9月8日（7日深夜）から10月13日（12日深夜）まで、テレビ東京系深夜ドラマ枠「木ドラ24」枠において放送されたテレビドラマ。主演は本郷奏多と大沢一菜。
姉夫婦を事故で亡くした主人公が、姪を1か月だけ引き取ることになり、福島へ仮移住する、ひと夏の出来事を描いたヒューマンコメディー。
本作は、実際に福島12市町村（田村市、南相馬市、川俣町、広野町、楢葉町、富岡町、川内村、大熊町、双葉町、浪江町、葛尾村、飯舘村）でロケを行い、地元の人々や近年増加する移住者たちの姿を映し出す。
2024年3月18日より、特別編『姪のメイ 冬キャンプ編』が3夜連続でテレ東YouTube公式ドラマチャンネルにて配信予定。全3話。

## キャスト

### 主要人物
小津高一郎（おづ たかいちろう）〈32〉
演 - 本郷奏多
姉夫婦が事故で亡くなり、姪のメイを1か月だけ引き取り、福島へ仮移住する。現代的で合理主義な人物。
春日部メイ〈12〉
演 - 大沢一菜
小津の姪っ子。小学6年生。2011年6月11日生まれ。芸術家肌で年齢の割に達観している。

### 周辺人物
平田幸枝
演 - 田中美奈子
富岡町でワイン農園を経営する農家の女性。楢葉町の住民。平田ママ。
福島への移住者のコミニティーのまとめ役。避難指示が解除され、家族で町に戻って来た。
平田建一
演 - 川田広樹（ガレッジセール）
幸枝の夫。楢葉町の住民。311の話題を逸らそうとする小津に、住民は前向きにやっているので問題ないと告げる。
岩倉虎彦
演 - 橋本淳
福島（大熊町）への移住者。
山下真理子
演 - 清水葉月
福島（川内村）への移住者。容子の同居人で、彼女に誘われ移住している。川内村にスナックを開業する。
上原容子
演 - 土居志央梨
福島（川内村）への移住者。2年前からハンドメイド雑貨のEC販売を始め、東京は人が多く息苦しかったので真理子を誘い移住した。
平田純
演 - 岩田奏
幸枝と建一の息子。東京の大学への進学を希望している。
坪野恵
演 - 真飛聖
福島（南相馬）への移住者。ロボットの研究者。ドローンの持ち主。
赤井雄志
演 - 竹原ピストル
双葉町の住民。
春日部勇人
演 - 関智一
メイの亡父。死後、ウサギのぬいぐるみの姿を借りてメイに語り掛ける。
春日部アイ
演 - 須藤理彩
メイの亡母。死後、ウサギのぬいぐるみの姿を借りてメイに語り掛ける。

### ゲスト

#### 第1話
小津の同僚
演 - 隅田美保（第2話）、宮崎秋人（第2話）、田中爽一郎（第2話）
リモート会議で打ち合わせする。女性上司は小津に、メイと生活する福島にある平屋の借家を紹介する。
バスの運転手
演 - TAIGA
小津とメイが乗車する、福島に移動するバスの運転手。
メイの親戚
演 - 倉橋秀美、都倉彩加、丘野裟稀、岡田謙
メイの両親の葬儀後、今後メイをどうするか小津と相談する。
メイの親戚の子供
演 - 重久惺奏、実海
メイの両親の葬儀後、メイと遊ぶ。

## スタッフ
- 企画・プロデュース - 青野華生子[1]
- 脚本 - 小川康弘[1]
- 音楽 - 會田茂一[1]
- オープニングテーマ - SHISHAMO「わたしの宇宙」（GOOD CREATORS RECORDS / UNIVERSAL SIGMA）[9]
- エンディングテーマ - KALMA「夢見るコトダマ」（スピードスターレコーズ）[7]
- 監督 - 清水康彦、大内田龍馬[1]
- プロデューサー - 梅山文郁（テレビ東京）、夏雪（テレビ東京）、小林有衣子（イースト・ファクトリー）、金川紗希子（イースト・ファクトリー）[1]
- 制作 - テレビ東京、イースト・ファクトリー[1]
- 制作協力 - 福島イノベーション・コースト構想推進機構、ふくしま12市町村移住支援センター[1]
- 製作著作 - 「姪のメイ」製作委員会[1]

## 放送日程
| 各話             | 放送日   | 監督       |
| ---------------- | -------- | ---------- |
| 第1話            | 09月08日 | 清水康彦   |
| 第2話            | 09月15日 | 大内田龍馬 |
| 第3話            | 09月22日 | 大内田龍馬 |
| 第4話            | 09月29日 | 大内田龍馬 |
| 第5話            | 10月06日 | 清水康彦   |
| 第6話 （最終話） | 10月13日 | 清水康彦   |

## 放送局
| 放送期間                 | 放送時間                     | 放送局         | 対象地域       | 備考                     |
| ------------------------ | ---------------------------- | -------------- | -------------- | ------------------------ |
| 2023年9月8日 - 10月13日  | 金曜 0:30 - 1:00（木曜深夜） | テレビ東京     | 関東広域圏     | 製作局                   |
|                          |                              | テレビ大阪     | 大阪府         |                          |
|                          |                              | テレビ愛知     | 愛知県         |                          |
|                          |                              | テレビせとうち | 岡山県・香川県 |                          |
|                          |                              | テレビ北海道   | 北海道         |                          |
|                          |                              | TVQ九州放送    | 福岡県         |                          |
| 2023年9月13日 - 10月18日 | 水曜 0:00 - 0:30（火曜深夜） | BSテレ東（2K） | 全国           |                          |
|                          |                              | BSテレ東4K     | 全国           | 4Kアップコンバートで放送 |
| 2023年10月7日 - 11月11日 | 土曜 18:30 - 19:00           | 福島テレビ     | 福島県         |                          |

## ネット配信
| 配信開始月 | 配信サイト     | 配信料金     | 備考       |
| ---------- | -------------- | ------------ | ---------- |
| 2023年9月  | ネットもテレ東 | 広告付き無料 | 見逃し配信 |
| 2023年9月  | TVer           | 広告付き無料 | 見逃し配信 |
| 2023年9月  | U-NEXT         | 定額制有料   |            |